# Trinxeres (programa de televisió)
Trinxeres és un sèrie documental de TV3, amb format de road movie, on els periodistes Eloi Vila, Carles Costa i Marc Juan recorreran a peu els 350 km del de l'últim gran front de l'any 1938 de la Guerra Civil a Catalunya entrevistant a persones que van viure els esdeveniments, visitant localitzacions d'enfrontaments o monuments bèl·lics i també passant per les restes de búnquers, trinxeres…
La gravació es va iniciar el 15 de maig del 2016 i es va acabar el 31 de juliol del 2016, sota la direcció d'Eloi Vila, i produïda per TV3 amb la col·laboració de Funky Monkey. Trinxeres s'inspira en el format de la sèrie Ten Oorlog (A la guerra en flamenc) emesa per VRT, la televisió pública flamenca.
El programa es va estrenar el diumenge 5 de febrer de 2017, en horari de màxima audiència, i el segon episodi va aconseguir un 9,3% de share amb 215.000 teleespectadors.

## Capítols
Durant els episodis els tres periodistes ressegueixen la línia de front que es va establir durant la Guerra Civil espanyola a Catalunya, a finals de l'any 1938, a la frontera natural dels rius Noguera Pallaresa, Segre i Ebre. La travessa comença vora els Pirineus i avancen en direcció sud buscant vestigis històrics que han quedat al territori 80 anys després, com línies defensives o búnquers, però també entrevistant a testimonis que van viure en primera persona els esdeveniments, que durant la gravació ja tenien entre 90 i 100 anys.
També es recorden caiguts clavant unes estaques a terra amb el seu nom, tant del bàndol republicà com del franquista, i acompanyen l'acció amb la lectura d'un fragment de les seves vivències durant la guerra, relacionades amb el lloc on són els periodistes.
En un article al diari Crític Eloi Vila també destaca la voluntat de desenterrar les injustícies del passat i reclama: 'El Govern de l'Estat té la ineludible obligació democràtica de donar als ciutadans les eines per recuperar la dignitat: espolsar-ne les rèmores d'una Transició de fireta, obrir fosses, potenciar les proves i els bancs d´ADN i fer efectives les lleis de recuperació de la memòria històrica. Té l'obligació de fer tot el possible perquè la incertesa deixi de ser eterna. D'aconseguir que la recuperació de la memòria històrica s'encalli només en allò que és inevitable: el dolor dels qui han patit la guerra.'
El programa està dividit en 8 episodis, que es dediquen als enfrontaments de cada tram en concret:
1. D'Isavarre a Tremp: La Guerra Civil al Pirineu (el Front del Pallars). Emès el 5 de febrer de 2017.
2. De Tremp a Balaguer: La batalla de Balaguer. Emès el 12 de febrer de 2017.
3. De Vilanova de la Barca a Seròs: el front del Segre. Emès el 19 de febrer de 2017.
4. De Faió a Flix: la batalla de l'Ebre 1. Emès el 26 de febrer de 2017.
5. De Móra d'Ebre a Miravet: la Batalla de l'Ebre 2. Emès el 05 de març de 2017.
6. De Tortosa a la desembocadura de l'Ebre: la guerra al tram baix de l'Ebre. Emès el 12 de març de 2017.
7. La Guerra a Barcelona. Emès el 19 de març de 2017.
8. La retirada republicana: de Barcelona a Argelers. Emès el 26/03/2017.